# Всеобщие выборы в Перу (2016)
Всеобщие выборы в Перу проходили 10 апреля и 5 июня 2016 года. На них избирались президент, вице-президенты, депутаты Конгресса и перуанские представители в Андском парламенте.
В Конгрессе подавляющее большинство получили представители оппозиционной консервативной «Народной силы»: 73 места из 130. У неолиберальной партии вновь избранного президента «Перуанцы за перемены» 18 мест, у левого «Широкого фронта» — 20.
Президент Ольянта Умала не мог баллотироваться на следующий срок; его Перуанская националистическая партия даже не смогла выставить на выборах кандидатуру. Кандидат от «Народной силы» Кейко Фухимори, дочь бывшего президента Альберто Фухимори, набрала наибольшее количество голосов в 1-м туре, но значительно меньше абсолютного большинства, чтобы быть избранной. Кандидат от «Перунцев за перемены» Педро Пабло Кучински на 2,3 % опередил кандидата от «Широкого фронта» Веронику Мендосу и вышел во 2-й тур. Во втором туре, прошедшим 5 июня, Кучински был поддержан противниками Фухимори и буквально вырвал победу, опередил Фухимори менее, чем на 0,25 %.
28 июля Кучински стал президентом Перу. 77-летний Кучински стал самым пожилым президентом за всю историю Перу.

## Избирательная система и кампания
13 ноября 2015 года президент Перу Ольянта Умала объявил о проведении всеобщих выборов 10 апреля 2016 года. Он заявил о том, что, соблюдая ограничение количества президентских сроков, не намерен участвовать в новых выборах.
Президент Перу избирется на всеобщих прямых выборах, проходящих в два тура. Первый тур проходил 10 апреля, второй — 5 июня 2016 года. 130 депутатов Конгресса Республики избираются по 25 многомандатным округам по партийным спискам согласно пропорциональному представительству.
Бывший премьер-министр Педро Пабло Кучински от партии «Перуанцы за перемены» в своей предвыборной программе обещал снизить налоги для стимулирования бизнеса и запустить несколько масштабных проектов по развитию инфраструктуры для создания рабочих мест, а для повышения эффективности работы правоохранительных поднять зарплаты полицейским.

## Результаты

### Президентские выборы
Первый тур проходил 10 апреля. Все опросы показывали большое преимущество Фухимори, получающей около 40 %, тогда как её основные соперники Кучински и Мендоса могли рассчитывать лишь на 20 % голосов каждый.
Второй тур состоялся 5 июня, в нём участвовали Фухимори и Кучински. Ранние опросы общественного мнения показывали небольшое преимущество у Кучински. Экзит-полз указывали на преимущество Кучински, однако предварительные результаты показали, что Кучински опережает Фухомири лишь на 0,25 %, или всего на 50 тыс. голосов. Около 50 тыс. голосов оспаривались при подсчёте Лишь 10 июня Фухимори признала поражение..
| Кандидат             | Партия               | 1-й тур    | 1-й тур | 2-й тур    | 2-й тур |
| Кандидат             | Партия               | Голоса     | %       | Голоса     | %       |
| -------------------- | -------------------- | ---------- | ------- | ---------- | ------- |
| Педро Пабло Кучински | Перуанцы за перемены | 3 228 661  | 21,05   | 8 596 937  | 50,12   |
| Кейко Фухимори       | Народная сила        | 6 115 073  | 39,86   | 8 555 880  | 49,88   |
| Вероника Мендоса     | Широкий фронт        | 2 874 940  | 18,74   |            |         |
| Альфредо Барнечеа    | Народное действие    | 1 069 360  | 6,97    |            |         |
| Алан Гарсиа          | Народный альянс      | 894 278    | 5,83    |            |         |
| Грегорио Сантос      | Прямая демократия    | 613 173    | 4,00    |            |         |
| Фернандо Оливеро     | Фронт надежды        | 203 103    | 1,32    |            |         |
| Алехандро Толедо     | Возможное Перу       | 200 012    | 1,30    |            |         |
| Мигель Иларио        | Развивающееся Перу   | 75 870     | 0,49    |            |         |
| Антеро Фрорес Араос  | Партия порядка       | 65 673     | 0,43    |            |         |
| Всего/Явка           | Всего/Явка           | 18 734 130 | 81,80   | 18 335 385 | 80,06   |

### Выборы в Конгресс Республики
«Народная сила» одержала убедительную победу на парламентских выборах, получив более трети голосов избирателей и абсолютное большинство мест парламента (73 из 130). «Перуанцы за перемены» и «Широкий фронт» получили 18 и 20 мест, соответственно. Кроме этого, в парламент вошли ещё три политические силы: «Альянс за прогресс Перу» (9 мест), «Народный альянс» (союз АПРА и Христианской народной партии; 5 мест) и «Народное действие» (5 мест).
| Партии | Партии | Партии               | Голоса     | %        | Мест |
| ------ | ------ | -------------------- | ---------- | -------- | ---- |
|        |        | Народная сила        | 4 431 077  | 36,34%   | 73   |
|        |        | Перуанцы за перемены | 2 007 710  | 16,47 %  | 18   |
|        |        | Широкий фронт        | 1 700 052  | 13,94 %  | 20   |
|        |        | Альянс за прогресс   | 1 125 682  | 9,23 %   | 9    |
|        |        | Народный альянс      | 1 013 735  | 8,31 %   | 5    |
|        |        | Народное действие    | 877 734    | 7,20 %   | 5    |
|        |        | Прямая демократия    | 528 301    | 4,33 %   | -    |
|        |        | Возможное Перу       | 286 980    | 2,35 %   | -    |
|        |        | Фронт надежды        | 139 634    | 1,15 %   | -    |
|        |        | Партия порядка       | 68 474     | 0,56 %   | -    |
|        |        | Развивающееся Перу   | 14 663     | 0,12 %   | -    |
| Всего  | Всего  | Всего                | 12 194 042 | 100,00 % | 130  |